# Pårup (Ikast-Brande Kommune)
 For alternative betydninger, se Pårup. (Se også artikler, som begynder med Pårup)
Pårup er en landsby lige nord for Herningmotorvejens afkørsel 35 i Midtjylland med 239 indbyggere  (2025). Byen ligger i Ikast-Brande Kommune.
Primærrute 13 passerer umiddelbart øst om byen. Sekundærrute 195 passerer tværs gennem byen.
I landsbyen findes Pårup Kro med hotelværelser og swimming pool. Der har tidligere været en benzintank med kiosk, som nu er nedlagt. Derudover er der en række bilforhandlere og bilreparetører i Pårup.